# Albert Cohen

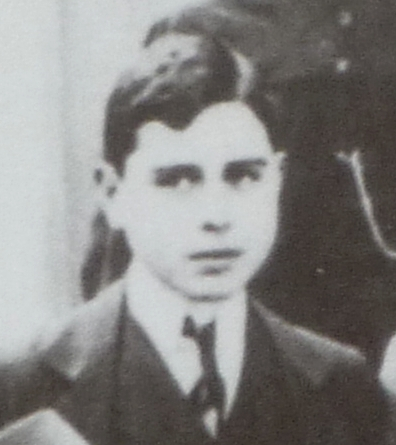
Cohen 1909

Albert Cohen (* 16. August 1895 auf Korfu; † 17. Oktober 1981 in Genf) war ein Schweizer Schriftsteller französischer Sprache.

## Leben

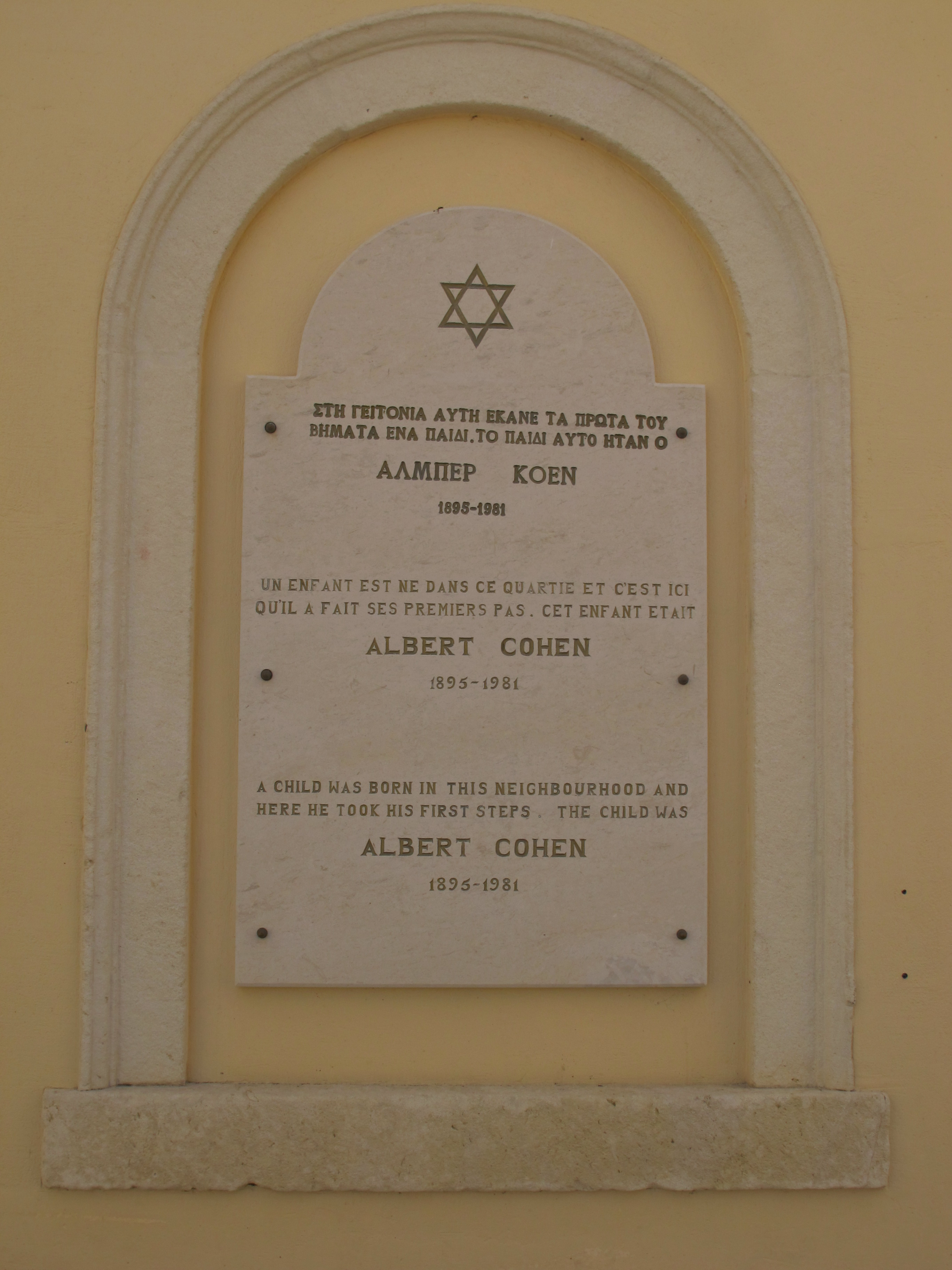
Gedenktafel für Albert Cohen an der Synagoge in Korfu

Cohens Familie – Coen – war romaniotisch-jüdischer Herkunft und lebte auf Korfu, Griechenland. Die Mutter war Louise Judith, geb. Ferro, Tochter der alten apulischen jüdischen Gemeinde auf der Insel; der Vater war Marco Coen, ein Industrieller.
Die Familie zog 1900 nach Marseille, wo er aufwuchs und Freundschaft mit Marcel Pagnol schloss. Von 1915 bis 1919 studierte er Jura in Genf. Im Jahr 1919 erhielt er die Schweizer Staatsbürgerschaft. Von 1926 bis 1932 arbeitete er in der diplomatischen Abteilung der Internationalen Arbeitsorganisation in Genf, 1939 als Rechtsberater des Intergouvernementalen Rates für Flüchtlinge. Nach einem Aufenthalt in Paris war er von 1940 bis 1946 Vertreter der Jewish Agency in London. Zurück in Genf, war er von 1947 bis 1954 Direktor des Dienstes für den juristischen und diplomatischen Schutz der Flüchtlinge bei der UNO. Weitere politische Ämter lehnte er zugunsten der Schriftstellerei ab.
Das Werk Cohens umfasst zum einen Teil persönlich gefärbte Schriften wie die autobiografische Trilogie Le Livre de ma mère (1954), O vous, frères humains (1972) und Carnets (1978). Dazu zählt auch das Theaterstück Ezéchiel (1933 an der Comédie-Française aufgeführt). Andererseits verfasste Cohen Romane in einem heroisch-komischen Stil wie die Solal-Tetralogie (Solal, 1930; Mangeclous, 1938; Belle du Seigneur, 1968; Les Valeureux, 1969), die von manchen als sein Hauptwerk betrachtet wird. Auf eine satirische Weise beschreibt er darin eine Gesellschaft, die sich in Auflösung befindet. Die lustvolle Ironisierung der Leidenschaft, die als Mythos betrachtet wird, geht einher mit einer lyrischen Anbetung der Frau. In allen Werken Cohens spielt das Judentum eine wichtige Rolle.
Albert Cohen war dreimal verheiratet. Er wurde auf dem Jüdischen Friedhof Veyrier bei Genf beerdigt.

## Ehrungen
- 1968 Großer Romanpreis der Académie française für seinen Roman Die Schöne des Herrn.

## Werke (Auswahl)
Solal-Tetralogie
- Solal. 1930.
  - Solal. Roman. Übersetzung von Franz Hessel und Hans Kauders. Drei Masken, Berlin 1932; Klett-Cotta, Stuttgart 1986, ISBN 3-608-95180-6; dtv, München 1989, ISBN 3-423-11064-3.
- Mangeclous. 1938.
  - Eisenbeißer. Roman. Übersetzung von Eugen Helmlé. Klett-Cotta, Stuttgart 1984, ISBN 3-608-95273-X; dtv, München 1989, ISBN 3-423-11102-X.
- Belle du Seigneur. 1968.
  - Die Schöne des Herrn. Roman. Übersetzung von Helmut Kossodo. Klett-Cotta, Stuttgart 1983, ISBN 3-608-95104-0; dtv, München 1989, ISBN 3-423-11134-8.
  - Die Schöne des Herrn. Roman. Übersetzung von Helmut Kossodo, grundlegend überarbeitet von Michael von Killisch-Horn. Klett-Cotta, Stuttgart 2012, ISBN 978-3-608-93939-2.
- Les valeureux. 1969.
  - Die Tapferen. Roman. Übersetzung von Andrea Spingler. Weidle, Bonn 2006, ISBN 3-931135-89-6.

Sonstige
- Le livre de ma mère. 1954.
  - Das Buch meiner Mutter. Übersetzung von Lilly von Sauter. Desch, München/Wien/Basel 1971, ISBN 3-420-04625-1; Klett-Cotta, Stuttgart 1984, ISBN 3-608-95179-2.
- Ô vous, frères humains. 1972
  - Oh, ihr Menschenbrüder. Aus dem Französischen übersetzt von Ahlrich Meyer. ça ira, Freiburg 2024, ISBN 978-3-86259-188-6.
- Écrits d'Angleterre. Textes redigés par Cohen en Angleterre entre 1940 et 1949. Préface de Daniel Jacoby. Les Belles Lettres, Paris 2002